# 後廃帝 (南朝宋)
後廃帝（こうはいてい）は、南朝宋の第7代皇帝（在位：472年 - 477年）。姓は劉、諱は昱（いく）。字は徳融、小字は慧震。また蒼梧王（そうごおう）とも呼ばれる。

## 生涯
大明7年（463年）正月、劉昱は南朝宋の湘東王劉彧の長男として建康の衛尉府で生まれた。泰始2年（466年）10月、皇太子に立てられた。泰豫元年（472年）4月、父の明帝劉彧が死去すると、劉昱は皇帝として即位した。袁粲と褚淵が輔政にあたった。元徽2年（474年）、桂陽王劉休範が江州で反乱を起こしたが、蕭道成により鎮圧された。元徽4年（476年）、建平王劉景素が京口で反乱を起こし、これまた蕭道成に鎮圧された。元徽5年（477年）7月、劉昱は蕭道成の命を受けた王敬則・楊玉夫・楊万年・陳奉伯らの手により仁寿殿で殺害された。死後、皇太后の王貞風の令により蒼梧郡王に降封された。
帝位から引きずり落とされて殺害された皇帝、つまり「廃帝」であるが、南朝宋では第5代皇帝の劉子業もそうした運命をたどっているため、劉子業を「前廃帝」、劉昱を「後廃帝」と呼んで区別する。

## 人物・逸話
劉昱の母の陳妙登は明帝の妃となる前は李道児の妾であったことから、劉昱は李道児の子であるという噂が絶えなかった。劉昱自身も李将軍を自称した。
劉昱は残虐な性格であり、幼い頃から自分の命令に従わないものは殴打するという調子だった。皇帝に即位した後も、殺人を好み、毎日のように街に出ては自ら凶器を持ち歩いて手当たり次第に人を殺し、殺人をしなかった日は悶々としていたという。ある時、ニンニクばかりを食べている人間の腹はニンニク臭いのかを調べるために人間の腹を割いたり、たまたま通りかかった妊婦の腹が気になり切り裂こうとしたり（これは医師の徐文伯という人物が針治療により早産に成功し、未遂に終わった）と子供ながらにして残虐を極めた人物であった。しまいには蕭道成の腹を矢の的にしようとした。
以上の逸話から、後廃帝劉昱は中国史上屈指の暴君とされているが、これらは蕭道成による奪権を正当化するために暴虐ぶりが誇張されている可能性はある。

## 伝記資料
- 『宋書』巻9 本紀第9 後廃帝
- 『南史』巻3 宋本紀下第3 後廃帝